# Jüdische Gemeinde Niederzissen
Die jüdische Gemeinde Niederzissen im rheinland-pfälzischen Landkreises Ahrweiler, deren Wurzeln in das 16. und 17. Jahrhundert zurückreichen, bestand bis 1942. Ab 1847 war Niederzissen Sitz des Synagogenbezirk Niederzissen.

## Geschichte
Laut Angaben des Sohnes des letzten Gemeindevorstehers soll das Memorbuch der Gemeinde bis ins 13. Jahrhundert zurückgereicht haben. Eine erste urkundliche Erwähnung eines Juden im Gebiet von Niederzissen stammt aus dem Jahr 1580. Sie findet sich in den Unterlagen der Burgherren der Burg Olbrück die Zahlungen von Schutzjuden belegen. Zur Gemeinde gehörten die jüdischen Einwohner von Oberzissen, Hain, Wehr, Glees, Burgbrohl und bis 1943 die Einwohner der jüdischen Gemeinde Königsfeld und Dedenbach. 1947 wurde mit dem Inkrafttreten des preußischen Judengesetzes der Synagogenbezirk Niederzissen gegründet, dessen Sitz die jüdische Gemeinde war. Im Laufe des 19. Jahrhunderts nahm die Zahl der jüdischen Einwohner zu. 1808, als noch Königsfeld und Dedenbach zur Gemeinde gehörten, umfasste die Gemeinde 180 Mitglieder. Die, nach der Machtergreifung Adolf Hitlers im Jahr 1933, einsetzende antijüdische Propaganda und die Aufrufe zum Boykott jüdischer Geschäfte wurden anfangs nur langsam umgesetzt, wie aus einem Schreiben aus dem Jahr 1935 hervorgeht. So lebten bei Kriegsbeginn noch 76 Juden im Synagogenbezirk. Dies änderte sich dann allerdings in den folgenden Jahren. 1942 wurden die letzten jüdischen Einwohner dann deportiert.

## Entwicklung der jüdischen Einwohnerzahl
| Jahr | Juden              | Jüdische Familien | Bemerkung                           |
| ---- | ------------------ | ----------------- | ----------------------------------- |
| 1763 |                    | 6                 |                                     |
| 1775 |                    | 2                 |                                     |
| 1808 | 53 in Niederzissen |                   | 180 im Synagogenbezirk Niederzissen |
| 1858 | 75                 |                   |                                     |
| 1860 | 140                |                   | im Synagogenbezirk Niederzissen     |
| 1895 | 64                 |                   |                                     |
| 1900 | 80                 |                   |                                     |
| 1925 | 73                 | 18                |                                     |
| 1939 | 76                 |                   |                                     |

Quelle: alemannia-judaica.de; jüdische-gemeinden.de;; „… und dies ist die Pforte des Himmels“

## Einrichtungen

### Synagoge
Die Synagoge wurde im Jahre 1841 errichtet und befindet sich in der Mittelstraße. Bei den Novemberpogromen 1938 wurde sie verwüstet und anschließend als Schmiede genutzt. 2011 wurde das Gebäude mit staatlichen Mittel renoviert und dient heute als Begegnungsstätte.

### Mikwe
Die Gemeinde verfügte über eine Mikwe. Sie befand sich in einem 1955 abgerissenen Badehaus direkt neben der Synagoge. 

### Schule
Die Gemeinde verfügte über eine Religionsschule. Es war ein Religionslehrer angestellt, der auch die Aufgaben des Vorbeters und Schochet innehatte. Mitte des 19. Jahrhunderts gab es auch zeitweilig eine jüdische Elementarschule im Ort.

### Friedhof
Die Toten wurden auf dem jüdischen Friedhof Niederzissen beigesetzt. Das Gelände des Friedhofs ging erst im Jahr 1850 an die jüdische Gemeinde über. Dem war ein Streit mit dem Eigentümer des Geländes vorausgegangen.

## Opfer des Holocaust
Das Gedenkbuch – Opfer der Verfolgung der Juden unter der nationalsozialistischen Gewaltherrschaft 1933–1945 und die Zentrale Datenbank der Namen der Holocaustopfer von Yad Vashem führen 68 Mitglieder der jüdischen Gemeinschaft Niederzissen auf (die dort geboren wurden oder zeitweise lebten), die während der Zeit des Nationalsozialismus ermordet wurden.